# Podolí (district d'Uherské Hradiště)
Pour les articles homonymes, voir Podolí.
Podolí (en allemand : Podoly, de 1939 à 1945 : Podol) est une commune du district d'Uherské Hradiště, dans la région de Zlín, en République tchèque. Sa population s'élevait à 886 habitants en 2020.

## Géographie
Podolí se trouve sur la rive gauche de la rivière Olšava, un affluent de la Morava, et se trouve à 4 km au sud-est d'Uherské Hradiště, à 23 km au sud-ouest de Zlín, à 102 km au sud-ouest d'Ostrava et à 252 km à l'est-sud-est de Prague.
La commune est limitée par Popovice au nord, par Veletiny à l'est, par Vlčnov au sud-est, par Hluk au sud et à l'ouest, et par Uherské Hradiště au nord-ouest.

## Histoire
La première mention écrite du village date de 1257.